# Saralanj (Shirak)
Pour les articles homonymes, voir Saralanj.
Saralanj (en arménien Սարալանջ) est une communauté rurale du marz de Shirak en Arménie. En 2008, elle compte 1 192 habitants.